# Eurovision Song Contest 1956
La prima edizione dell'Eurovision Song Contest si è tenuta presso il teatro Kursaal di Lugano, in Svizzera, il 24 maggio 1956. Nessuna registrazione televisiva dello show è sopravvissuta, tranne per la scena finale, in cui viene rieseguita la canzone vincitrice.
La vincitrice è stata Lys Assia, per la Svizzera, con Refrain.

## Organizzazione
A distanza di 5 anni dalla sua fondazione, nel 1955 i membri dell'Unione europea di radiodiffusione (UER) si riunirono presso la città di Monaco, capitale dell'omonimo principato, al fine di creare un festival musicale che coinvolgesse e avvicinasse i paesi europei. Durante questa riunione l'allora direttore generale della Rai, Sergio Pugliese, suggerì l'istituzione di un festival che coinvolgesse tutti i paesi europei su modello del Festival di Sanremo, nato nel 1951.
In una successiva riunione, tenutasi il 19 ottobre dello stesso anno presso palazzo Corsini alla Lungara a Roma, il direttore dell'UER Marcel Bezençon approvò l'avvio dei preparativi per l'organizzazione della prima edizione. Ad offrirsi fu l'emittente svizzera Radiotelevisione svizzera di lingua italiana (RSI), che selezionò il teatro Kursaal di Lugano come sede dell'evento. A questa prima, storica, edizione furono 7 Paesi: Belgio, Francia, Germania Ovest, Italia, Lussemburgo, Paesi Bassi e i padroni di casa; era prevista inoltre la partecipazione di Austria, Danimarca e Regno Unito, che non riuscirono ad iscriversi in tempo.
RSI trasmise l'evento, articolato in un'unica serata e della durata di un'ora e 40 minuti, via radio e via televisione, che allora muoveva ancora i primi passi in Europa. Il regista dell'evento fu Franco Marazzi, mentre la serata fu condotta da Lohengrin Filipello.
I 7 paesi fondatori presentarono ognuno due canzoni, che non superassero i 3 minuti e mezzo di durata. I cantanti furono accompagnati da un'orchestra dal vivo di 24 musicisti.

### Struttura di voto
Tutti i paesi partecipanti scelsero due membri della giuria con il compito di votare in modo segreto le canzoni. I giurati lussemburghesi non poterono partecipare all'evento a Lugano, così l'Unione europea di radiodiffusione permise ai giurati svizzeri di votare al loro posto. I giurati poterono votare per qualsiasi paese, anche il proprio.
I punteggi non furono mai resi pubblici, lasciando spazio per molta speculazione. Tentativi di ricostruzione dei voti tramite interviste ai membri della giuria durante i successivi 50 anni non portarono a nessun risultato. Secondo il quotidiano italiano La Stampa, Refrain avrebbe vinto con 102 punti, ossia poco più del 70% dei voti ottenibili.

## Direttori d'orchestra
- Léo Souris;
- Franck Pourcel;
- Gian Stellari;
- Jacques Lasry;
- // Fernando Paggi.

## Stati partecipanti

Stati partecipanti
| Stato                    | Artista                | Brano                           | Lingua   | Processo di selezione                                      |
| ------------------------ | ---------------------- | ------------------------------- | -------- | ---------------------------------------------------------- |
| Belgio                   | Fud Leclerc            | Messieurs les noyés de la Seine | Francese | Finale Belge pour le Grand Prix Eurovision, 15 aprile 1956 |
| Belgio                   | Mony Marc              | Le plus beau jour de ma vie     | Francese | Finale Belge pour le Grand Prix Eurovision, 15 aprile 1956 |
| Francia                  | Mathé Altéry           | Le temps perdu                  | Francese | Interno                                                    |
| Francia                  | Dany Dauberson         | Il est là                       | Francese | Interno                                                    |
| Germania Ovest           | Walter Andreas Schwarz | Im Wartesaal zum großen Glück   | Tedesco  | Finale nazionale, 1º maggio 1956                           |
| Germania Ovest           | Freddy Quinn           | So geht das jede Nacht          | Tedesco  | Finale nazionale, 1º maggio 1956                           |
| Italia                   | Franca Raimondi        | Aprite le finestre              | Italiano | Festival di Sanremo 1956, 10 marzo 1956                    |
| Italia                   | Tonina Torrielli       | Amami se vuoi                   | Italiano | Festival di Sanremo 1956, 10 marzo 1956                    |
| Lussemburgo              | Michèle Arnaud         | Ne crois pas                    | Francese | Interno                                                    |
| Lussemburgo              | Michèle Arnaud         | Les amants de minuit            | Francese | Interno                                                    |
| Paesi Bassi              | Jetty Paerl            | De vogels van Holland           | Olandese | Finale nazionale, 24 aprile 1956                           |
| Paesi Bassi              | Corry Brokken          | Voorgoed voorbij                | Olandese | Finale nazionale, 24 aprile 1956                           |
| Svizzera (organizzatore) | Lys Assia              | Das alte Karussell              | Tedesco  | Concours Eurovision 1956, 28 aprile 1956                   |
| Svizzera (organizzatore) | Lys Assia              | Refrain                         | Francese | Concours Eurovision 1956, 28 aprile 1956                   |

## Finale
La finale si è tenuta alle ore 20:00 (UTC+1) ed è stata presentata in italiano da Lohengrin Filipello. Si sono esibiti come intervallo i Joyeux Rossignols.
| #  | Nazione        | Artista                | Brano                           |
| -- | -------------- | ---------------------- | ------------------------------- |
| 1  | Paesi Bassi    | Jetty Paerl            | De vogels van Holland           |
| 2  | Svizzera       | Lys Assia              | Das alte Karussell              |
| 3  | Belgio         | Fud Leclerc            | Messieurs les noyés de la Seine |
| 4  | Germania Ovest | Walter Andreas Schwarz | Im wartesaal zum großen glück   |
| 5  | Francia        | Mathé Altéry           | Le temps perdu                  |
| 6  | Lussemburgo    | Michèle Arnaud         | Ne crois pas                    |
| 7  | Italia         | Franca Raimondi        | Aprite le finestre              |
| 8  | Paesi Bassi    | Corry Brokken          | Voorgoed voorbij                |
| 9  | Svizzera       | Lys Assia              | Refrain                         |
| 10 | Belgio         | Mony Marc              | Le plus beau jour de ma vie     |
| 11 | Germania Ovest | Freddy Quinn           | So geht das jede Nacht          |
| 12 | Francia        | Dany Dauberson         | Il est là                       |
| 13 | Lussemburgo    | Michèle Arnaud         | Les amants de minuit            |
| 14 | Italia         | Tonina Torrielli       | Amami se vuoi                   |